# Alex McDade
Alex McDade (1905–1937) foi um poeta e trabalhador de Glasgow que foi para a Espanha lutar com a XV Brigada Internacional na Guerra Civil Espanhola. Ele foi um comissário político do Batalhão Britânico e ficou ferido na Batalha de Jarama em fevereiro de 1937. Foi morto no primeiro dia da Batalha de Brunete em Villanueva de la Cañada, no dia 6 de julho de 1937. Ele escreveu o poema "Vale de Jarama".